# Sancterila deliciosa
Sancterila deliciosa is een vlinder uit de familie van de Lycaenidae. De wetenschappelijke naam van de soort is voor het eerst gepubliceerd in 1896 door Arnold Pagenstecher.

## Verspreiding
De soort komt voor in Indonesië (Sulawesi).

## Ondersoorten
- Sancterila deliciosa deliciosa (Pagenstecher, 1896)
- Sancterila deliciosa sohmai Eliot & Kawazoé, 1983
  - = Sancterila sohmai Eliot & Kawazoé, 1983
  - = Lycaenopsis sohmai (Eliot & Kawazoé, 1983)